# استان صویره
استان صویره (به فرانسوی: Province d'Essaouira) یک استان در مراکش است که در مراکش آسفی واقع شده‌است. استان صویره ۳۳۹٬۸۱۸ نفر جمعیت دارد.